# Bolognesi (provincie)
Bolognesi is een provincie in de regio Ancash in Peru. De provincie heeft een oppervlakte van 3155 km² en telt 32.873 inwoners (2015). De hoofdplaats van de provincie is het district Chiquián.

## Bestuurlijke indeling
De provincie is verdeeld in vijftien districten, UBIGEO tussen haakjes:
- (020502) Abelardo Pardo Lezameta
- (020503) Antonio Raymondi
- (020504) Aquia
- (020505) Cajacay
- (020506) Canis
- (020501) Chiquián, hoofdplaats van de provincie
- (020507) Colquioc
- (020508) Huallanca
- (020509) Huasta
- (020510) Huayllacayán
- (020511) La Primavera
- (020512) Mangas
- (020513) Pacllón
- (020514) San Miguel de Corpanqui
- (020515) Ticllos

Aija · Antonio Raimondi · Asunción · Bolognesi · Carhuaz · Carlos Fermín · Casma · Corongo · Huaraz · Huari · Huarmey · Huaylas · Mariscal Luzuriaga · Ocros · Pallasca · Pomabamba · Recuay · Santa · Sihuas · Yungay